# Лиз Райт
Лиз Райт (на английски: Lizz Wright) е американска госпъл и джаз певица, родена на 22 януари 1980 г.
Родена е в малкия град Хахира в американския щат Джорджия. Баща ѝ отговавя за църковния хор, където тя пее госпъл и свири на пиано. Като дете слуша и се интересува и от джаз и блус.
Лиз Райт завършва гимназия Houston County, където пее в училищния хор, дори получава награда на национално състезание по хорово пеене. След гимназията отива в Щатския университет на Джорджия в Атланта, за да учи пеене. В университета пее предимно джаз и соул, като междувременно участва в известна местна група „In The Spirit“. През 2002 г. тя е част от турнето в чест на Били Холидей, където изпъква с емоционалните си изпълнения. Година по-късно (през 2003 г.) подписва договор с Verve Records, където работи върху първия си албум „Salt“. Албумът става втори в Джаз класациите.
През 2005 г. излиза вторият ѝ албум „Dreaming Wide Awake“. В него изпълнителката сменя познатия от първия албум стил и го замества с фолк звучене и китара. Албумът е едновременно критикуван и обичан.
Третият албум на Лиз Райт „The Orchard“ излиза през 2008 г., а две години по-късно (през 2010 г.) и четвъртият – „Fellowship“.
В тези 4 албума, освен изпълнител, Лиз Райт е и основен композитор.

## Албуми
| Година | Албум                 |
| ------ | --------------------- |
| 2003   | „Salt“                |
| 2005   | „Dreaming Wide Awake“ |
| 2008   | „The Orchard“         |
| 2010   | „Fellowship“          |